# Mike Bongiorno
Michael Nicholas Salvatore Bongiorno, cunoscut drept Mike Bongiornoi, (n. 26 mai 1924, New York City, New York, SUA – d. 8 septembrie 2009, Monaco) a fost un moderator de televiziune și jurnalist italian.